# Augusto Alves da Rocha
Augusto Alves da Rocha (* 17. Juli 1933 in Bertolinia, Piauí) ist ein brasilianischer Geistlicher und römisch-katholischer Altbischof von Floriano.

## Leben
Augusto Alves da Rocha empfing am 21. Februar 1960 die Priesterweihe.
Papst Paul VI. ernannte ihn am 23. Mai 1975 zum ersten Bischof des im Vorjahr errichteten Bistums Picos. Der Bischof von Oeiras, Edilbert Dinkelborg OFM, spendete ihm am 23. August desselben Jahres die Bischofsweihe; Mitkonsekratoren waren Paulo Hipólito de Souza Libório, Bischof von Parnaíba, und Joaquim Rufino do Rêgo, Bischof von Quixadá.
Am 24. Oktober 2001 wurde er von Papst Johannes Paul II. zum Bischof von Oeiras-Floriano ernannt. Mit der Teilung des Bistums am 27. Februar 2008 wurde er zum ersten Bischof des neuerrichteten Bistums Floriano ernannt und am 18. Mai desselben Jahres in das Amt eingeführt. Am 17. März 2010 nahm Papst Benedikt XVI. sein aus Altersgründen vorgebrachtes Rücktrittsgesuch an.